# Fricot cantastorie
Fricot cantastorie è un film comico italiano del 1913.

## Trama
La giovane signora trova sulla giacca del suo corteggiatore un capello biondo, e gli impone di non farsi vedere mai più; poi ci ripensa, e quando è in camera sua scrive di nascosto un biglietto per invitarlo in assenza del marito. Proprio in quel momento entra il geloso consorte, il quale vuol sapere cos'è il biglietto. Con presenza di spirito la moglie risponde che è l'involucro per una moneta da gettare ai suonatori amnulanti, dei quali giunge la musica dalla strada, e aperta la finestra getta la moneta avvolta nel biglietto. A raccogliere il biglietto è Fricot, il suonatore cantastorie, e appena vede il marito uscire si precipita a casa della bella signora. Quest'ultima, però, ha già mandato un secondo biglietto all'amante, cosicché questi arriva poco dopo il terzo incomodo. La signora lo nasconde nell'armadio, ma torna improvvisamente il marito, e deve nascondere nell'armadio anche l'amante. I due finiscono col litigare attirando l'attenzione del marito, che chiama i gendarmi e li fa arrestare come due ladri.

## Critica
(Eco Film, 5 luglio 1913)